# Typologická klasifikace jazyků
Typologická klasifikace jazyků pojednává o způsobech dělení různých typů jazyků podle různých hledisek. Nejvíce propracovaná je morfologická typologie, jazyky je však možné rozlišovat například i z hlediska fonologie, syntaxe, pravopisu atd.
Přiřazení jazyka k určitému typu se děje podle převládajícího rysu. Je běžné, že se v jazyce vyskytují i rysy charakteristické pro jiný jazykový typ.

## Morfologická typologie
Jazyky se tradičně dělí na:
- flektivní
- aglutinační
- introflektivní
- izolační
- polysyntetické

U prvních tří typů se vyjadřují syntaktické vztahy ve výpovědích především pomocí bohatství tvarů (ohýbání, tj. skloňování a časování). Izolační jazyky mají tuto možnost omezenou, syntaktické vztahy vyjadřují slovosledem.

## Syntaktická typologie
Z hlediska syntaxe se jazyky dělí zejména podle slovosledu, který může být buď volný, nebo pevný – tj. rozlišuje se, do jaké míry je pevně dáno postavení jednotlivých členů ve větě (výpovědi). Míra volnosti slovosledu obvykle souvisí s morfologickým typem jazyka. Volný slovosled je charakteristický pro jazyky s bohatou flexí (flektivní a aglutinační). Pevný slovosled mají především izolační jazyky.
Podle převládajícího pořadí větných členů se jazyky dělí do těchto slovosledných typů:
- SVO
- SOV
- VSO
- VOS
- OSV
- OVS

S = podmět (subjekt), V = přísudek, tedy sloveso (verbum), O = předmět (objekt)

## Fonologická typologie
Fonologie dělí jazyky z různých hledisek:
- přízvuk – pevný x pohyblivý;
- tónový x netónový jazyk;
- charakter slabiky;
- typ systému samohlásek a souhlásek;
- a jiné.